# Mollā Ţāleb
Mollā Ţāleb (persiska: ملا طالب) är en ort i Iran.   Den ligger i provinsen Lorestan, i den centrala delen av landet, 290 km sydväst om huvudstaden Teheran. Mollā Ţāleb ligger 2 110 meter över havet och antalet invånare är 115.
Terrängen runt Mollā Ţāleb är huvudsakligen kuperad, men åt nordväst är den platt.Runt Mollā Ţāleb är det ganska glesbefolkat, med 48 invånare per kvadratkilometer. Närmaste större samhälle är Alīgūdarz, 18,4 km söder om Mollā Ţāleb. Trakten runt Mollā Ţāleb består i huvudsak av gräsmarker.